# Cyrtandra aureosericea
Cyrtandra aureosericea là một loài thực vật có hoa trong họ Tai voi. Loài này được Kaneh. & Hatus. mô tả khoa học đầu tiên năm 1943.